# Типи співацьких голосів
Існує безліч систем класифікації співацьких голосів. Деякі з них враховують силу голосу, тобто те, наскільки голосно співак може співати, інші — наскільки рухливий, віртуозний, чіткий голос співака, і інше.

## Сучасна класифікація
Найчастіше використовується класифікація, що враховує діапазон голосу і стать співака. За цими критеріями вирізняють 6 груп голосів, кожна з яких поділяється на більш вузькі підтипи:
| Жіночі голоси   | Сопрано (високий)       | Колоратурне               |
| Жіночі голоси   | Сопрано (високий)       | Лірико-колоратурне        |
| Жіночі голоси   | Сопрано (високий)       | Ліричне                   |
| Жіночі голоси   | Сопрано (високий)       | Лірико-драматичне         |
| Жіночі голоси   | Сопрано (високий)       | Драматичне                |
| Жіночі голоси   | Мецо-сопрано (середній) | Ліричне                   |
| Жіночі голоси   | Мецо-сопрано (середній) | Низьке                    |
| Жіночі голоси   | Контральто (низький)    |                           |
| Чоловічі голоси | Тенор (високий)         | Альтіно                   |
| Чоловічі голоси | Тенор (високий)         | Ліричний (di grazia)      |
| Чоловічі голоси | Тенор (високий)         | Мецо-характерний (spinto) |
| Чоловічі голоси | Тенор (високий)         | Драматичний (di forza)    |
| Чоловічі голоси | Баритон (середній)      | Ліричний                  |
| Чоловічі голоси | Баритон (середній)      | Драматичний               |
| Чоловічі голоси | Бас (низький)           | Високий (cantanto)        |
| Чоловічі голоси | Бас (низький)           | Центральний               |
| Чоловічі голоси | Бас (низький)           | Низький (profundo)        |

## Рідкісні типи голосів
Існує також категорія співаків-чоловіків, які співають в діапазоні жіночого голосу. Цей тип голосів рідкісний, але досі використовується, в основному, в опері.
У музиці бароко багато ролей було написано для кастратів — співаків чоловічої статі, які в хлоп'ячому віці зазнали кастрації для збереження високого, як у жінки, голосу.
В сучасному вокальному виконавстві ці ролі може виконувати контратенор або тенор, який володіє розвиненою технікою співу фальцетом.

## Діапазон вокального голосу
Загалом, голос професійного оперного співака — має дві октави повноцінного однорідного звучання із гармонійними регістровими переходами. Крім того, вважається вкрай доцільним наявність у верхньому та нижньому регістрі діапазону вокального «запасу» голосових можливостей приблизно в межах терції, для більш вільного голосоведення при виконанні граничних нот наявного реального діапазону голосу конкретного співака.